# Stenanthium diffusum
Stenanthium diffusum är en nysrotsväxtart som beskrevs av Wofford. Stenanthium diffusum ingår i släktet Stenanthium och familjen nysrotsväxter.
Artens utbredningsområde är Tennessee. Inga underarter finns listade.